# Verbascum myriocarpoides
Verbascum myriocarpoides är en flenörtsväxtart som beskrevs av Hub.-mor.. Verbascum myriocarpoides ingår i släktet kungsljus, och familjen flenörtsväxter. Inga underarter finns listade i Catalogue of Life.